# José Ruiz y Blasco
José Ruiz y Blasco (Malaga, 12 aprile 1838 – Barcellona, 3 maggio 1913) è stato un pittore e docente spagnolo. Fu il padre del celebre pittore spagnolo Pablo Picasso (1881-1973).

## Biografia

### Famiglia

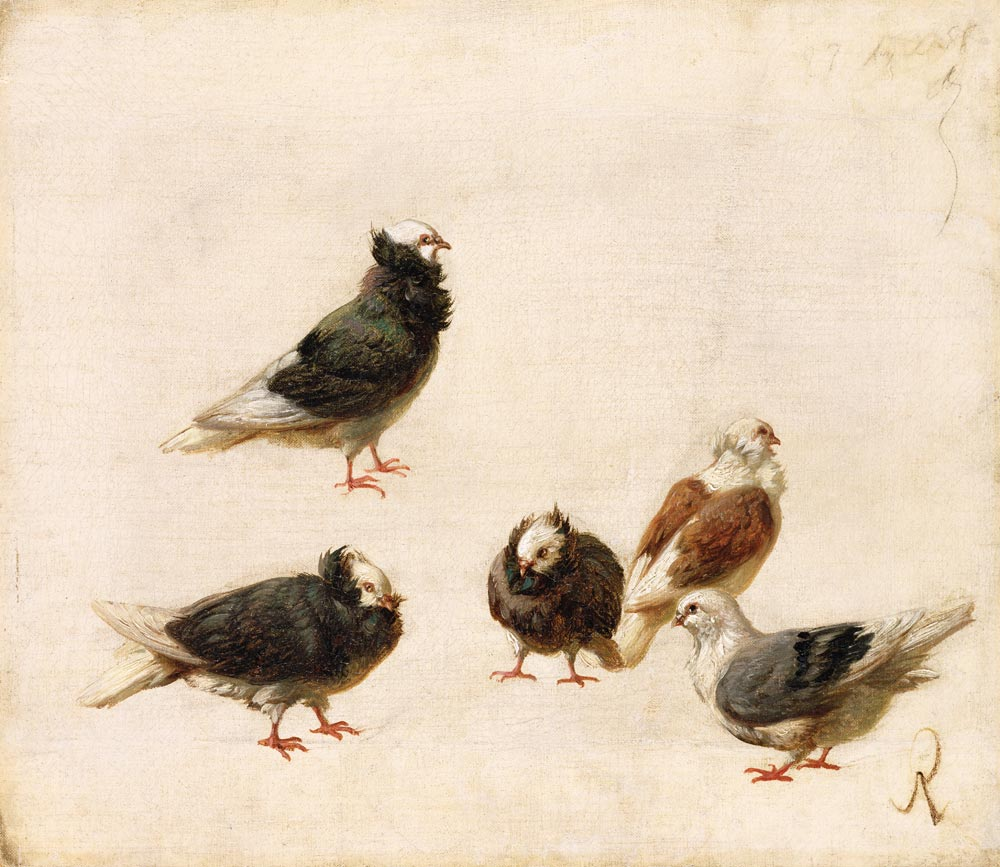
Uno dei vari dipinti ritraenti colombe del padre di Picasso

José Ruiz y Blasco era l'ottavo degli undici figli di Diego Ruiz de Almoguera (1799-1876), originario di Cordova, e di Maria de la Paz Blasco Echevarría (1800-1860). I suoi fratelli furono: Josefa (1825-1901), Mercedes (1826-1853), Diego (1830-1884), Manuela (1832-1838), Pablo (1833-1879), Matilde (1836-1906), Candelaria (1837-1856), Eloisa (1840-1909), Maria (1843-1907) e Salvador (1844-1908).
Si sposò l'8 dicembre 1880 con María Francisca Manuela Picasso y López (Malaga, 17 giugno 1855-Barcellona, 18 febbraio 1939), di diciassette anni più giovane, dalla quale ebbe tre figli: Pablo (chiamato così in memoria dello zio defunto), Dolores (1884-1958) e Concepción (1887-1895). La figlia Concepción, detta Conchita, morì di tubercolosi a soli sette anni di età. Don José cominciò a dare lezioni al figlio Pablo già a partire dal 1888, quando aveva sette anni.

### Carriera
Fu docente di disegno alla Scuola Provinciale delle Belle Arti di Malaga e direttore del Museo Municipale della città. A partire dal 1891 si trasferì a La Coruña come insegnante alla Scuola delle Belle Arti, dove lo stesso figlio primogenito Pablo ricevette delle lezioni di disegno ornamentale. Si trasferì di nuovo nel 1895, stavolta a Barcellona, per proseguire nell'impiego d'insegnante. Egli era prevalentemente un pittore naturalista ed i suoi quadri erano incentrati soprattutto in figure di vari uccelli.

### Morte
Morì a Barcellona all'età di 75 anni, il 3 maggio 1913.